# Coenosia fuscopunctata
Coenosia fuscopunctata är en tvåvingeart som först beskrevs av Macquart 1851.  Coenosia fuscopunctata ingår i släktet Coenosia och familjen husflugor. Inga underarter finns listade i Catalogue of Life.